# 089快樂農場
22°46′02″N 121°08′29″E / 22.767336°N 121.141474°E
089快樂農場位於臺灣臺東縣臺東市，為臺東縣有機農產品集中產銷之市集，其前身為臺東市第三公有零售市場，因使用率極低而閒置多年，目前由臺東有機友善農產運銷合作社向臺東縣政府承租使用。

## 沿革
臺東市第三公有零售市場於1997年興建，位在臺東市仁二街310巷內，為臺東縣政府之公共造產，由臺東市公所代為管理營運，然而第三公有市場攤販進駐率及使用率極低，市公所方面雖為了活化市場，將第三公有市場轉型為原住民市集，但仍舊無法吸引人潮，僅營業數天就宣告失敗。
爾後第三公有市場更因處於閒置狀態，包含太麻里、長濱、蘭嶼，以及同在臺東市區的第二公有零售市場均受到中央政府列管需活化資產，對此臺東縣政府將第三公有市場收回，並考量到周邊社區居民不少，具有發展潛力，編列新臺幣200萬元預算將既有市場攤位拆除，水電設施重新配置。經重新對外招標，由臺東有機友善農產運銷合作社得標，承租第三公有市場四年。
臺東有機友善農產運銷合作社將第三公有市場轉型為縣內有機農產品的產銷市集，並以臺東縣的電話區號089，將第三市場更名為089快樂市集，089快樂市集於2017年9月23日開幕。
2018年9月23日089快樂市集開幕滿1週年，由有機農業發展協會理事長何介臣主持周年慶，時任縣長黃健庭、農委會臺東區農改場場長陳信言、農糧署東區分署臺東辦事處主任郭瑞郎等人到場。縣長黃健庭表示，將依循089市集的成功案例，推動臺東的有機農業及品牌之發展。

## 交通資訊
- 鼎東客運山線
  - 8172 健保局站[7]。

## 鄰近機關
- 衛生福利部中央健康保險署東區業務組臺東聯絡辦公室
- 臺東美術館
- 臺東縣立新生國民小學
- 臺東縣立寶桑國民中學